# Unione dei comuni Valli e Delizie
L'Unione dei comuni Valli e Delizie è un'unione di comuni dell'Emilia-Romagna, in provincia di Ferrara, formata dai comuni di Argenta, Ostellato e Portomaggiore. L'unione è stata costituita nel gennaio 2013 e ha come capoluogo Portomaggiore.